# NGC 87
NGC 87 es una galaxia irregular localizada en la constelación de Fénix. Está en un grupo de 4 galaxias, a 160 millones de años luz en la constelación de Fénix. Ese grupo se llama Robert´s Quartet. Los demás miembros de ese grupo son NGC 88, NGC 89 y NGC 92.